# Lori-Ann Muenzer
Lori-Ann Muenzer (Toronto, 21 maggio 1966) è un'ex pistard canadese, medaglia d'oro nella velocità ai Giochi olimpici di Atene nel 2004.
Partecipò anche ai Giochi olimpici di Sydney, nel 2000, senza però vincere medaglie. Ai campionati del mondo si aggiudicò invece due argenti, uno nella velocità (2000) e uno nei 500 metri a cronometro (2001), e due bronzi, entrambi nella velocità (2001 e 2004).